# Juan Tomás de Boxadors y Sureda de San Martín
Juan Tomás de Boxadors y Sureda de San Martín (Barcellona, 3 aprile 1703 – Roma, 16 dicembre 1780) è stato un cardinale spagnolo.

## Biografia
Juan Tomás de Boxadors y Sureda de San Martín nacque il 3 aprile 1703 a Barcellona, capitale del principato di Catalogna e sede vescovile, facente parte della Corona d'Aragona. Proveniente da una famiglia nobile, era uno dei dieci figli di Juan Antonio de Boxadors Pacs y de Pinós e Dionísia Sureda de San Martín y Safortesa; gli altri suoi fratelli erano María Teresa, María Gracia, Bernat Antoni, Josep e Josefa, oltre ad altri cinque che non sopravvissero all'infanzia. Sua madre morì quando era poco più che un bambino ed in seguito suo padre sposò l'austriaca Francesca Xaviera von Berg-Arrendorf, dalla quale ebbe la figlia Maria Antònia.
Entrò nell'ordine domenicano nel 1734, diventando provinciale per la Spagna nel 1746 e generale dell'ordine nel 1756.
Papa Pio VI lo elevò al rango di cardinale nel concistoro del 13 novembre 1775.
Morì il 16 dicembre 1780, all'età di 77 anni.